# Henfenfeld
Henfenfeld – miejscowość i gmina w Niemczech, w kraju związkowym Bawaria, w rejencji Środkowa Frankonia, w regionie Industrieregion Mittelfranken, w powiecie Norymberga, siedziba wspólnoty administracyjnej Henfenfeld. Leży w  Okręgu Metropolitarnym Norymbergi, około 21 km na północny wschód od Norymbergi i ok. 6 km na wschód od Lauf an der Pegnitz, nad rzeką Pegnitz, przy drodze B14 i linii kolejowej Norymberga – Schwandorf.

## Polityka
Wójtem od 1990 jest Gerhard Kubek (SPD). Rada gminy składa się z 12 członków:
|      | CSU | SPD | Razem     |
| 2002 | 5   | 7   | 12 miejsc |

## Osoby urodzone w Henfenfeldzie
- Hans Ziegler, polityk